# 安格林娜·戈利科娃
安格林娜·戈利科娃（俄語：Ангелина Голикова，1991年9月17日—），俄羅斯速度滑冰運動員，她代表俄羅斯奧林匹克委員會隊參加了中國舉行的2022年冬季奧林匹克運動會，並且在女子500米比賽上獲得銅牌。